# 戈拉尔

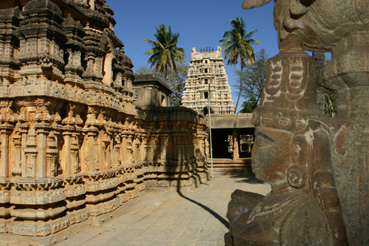
Kolar

戈拉尔或果拉尔（Kolar ಕೋಲಾರ）为印度卡纳塔克邦城市，亦即果拉尔县(Kolar district)行政中心。位于卡纳塔克邦的东南部，接壤安得拉邦。該地有毛毯、皮革、鉛筆、絲織職等工業。地處德干高原為丘陵地。